# Sinistrin
Sinistrin (auch Polyfructosan) ist ein natürlich in vielen Pflanzen vorkommendes Polysaccharid. Sinistrin dient wie das ähnliche Fructan Inulin als Energiespeicher (Speicherkohlenhydrat) der Pflanzen.

## Entdeckungsgeschichte und Herstellung
Schmiedeberg gelang 1879 die Isolation eines neuen Kohlenhydrats aus der Knolle der roten Meerzwiebel (Urginea maritima). Er gab der linksdrehenden Substanz den Namen „Sinistrin“, nach dem lateinischen Wort sinister für ‚links‘. Hammarsten fand das Sinistrin 1885 in Mucinen der Weinbergschnecke (Helix pomatia). Heute wird Sinistrin in erster Linie aus der roten Meerzwiebel über mehrere Extraktions- und Reinigungsschritte industriell gewonnen.

## Chemische Struktur und Eigenschaften
Sinistrin ist ein β–D-Fructan vom Inulin-Typ mit Verzweigungen an Position 6. Es zählt wie Inulin zu den Fructanen bzw. wird teils auch zu den Fructooligosacchariden (FOS) gerechnet. Sinistrin besteht zu ca. 97 % aus Fructose und ca. 3 % aus Glucose, wobei sich die Kette aus Fructosemolekülen zusammensetzt, die einen endständigen Glucoserest besitzen. Der Polymerisationsgrad von Sinistrin liegt durchschnittlich bei 15, die molare Masse bei 3500 Da, mit einer Schwankungsbreite zwischen 2000 und 6000 Da.
Sinistrin unterscheidet sich von Inulin durch hohe Wasserlöslichkeit (auch in kaltem Wasser) und bessere Alkalistabilität. Beim Versetzen einer wässrigen Sinistrinlösung mit Kupfersulfat-Lösung und anschließend mit Kalilauge entsteht eine tiefblau gefärbte Lösung. Wird diese erhitzt, scheidet sich sofort ein hellblauer, flockiger Niederschlag ab; die Reaktion kann als empfindlicher Nachweis auf Sinistrin eingesetzt werden. Mit Calciumhydroxid oder Kalkmilch bildet Sinistrinlösung einen Niederschlag.

## Verwendung in der Medizin
Sinistrin wird wie Inulin in der physiologischen Forschung zur Bestimmung des extrazellulären Raums eingesetzt, da es leicht in das Interstitium eindringt, nicht jedoch in die Zellen. Sinistrin wird im Glomerulum vollständig filtriert, aber in den Nierenkanälchen weder sezerniert noch reabsorbiert. Es wird daher unverändert und vollständig über die Nieren ausgeschieden. Die Messung der Sinistrin-Clearance wird daher zur exakten Bestimmung der glomerulären Filtrationsrate (GFR) der Nieren benutzt. Diese Ausscheidungsrate gibt Auskunft über die Tätigkeit bzw. den Gesundheitszustand der Nieren. Die quantitative Bestimmung von Sinistrin in Harn und Plasma ist mit der von Inulin identisch. Für diesen Anwendungsbereich ist Sinistrin als wässrige Lösung unter dem Handelsnamen „Inutest“ als Arzneimittel zugelassen.